# Plombières-les-Bains
Plombières-les-Bains é uma pequena comuna do departamento de Vosges, cuja numeração é 88. Fica nas proximidades de Bains-les-Bains e tem uma população de 1906 habitantes segundo o censo de 1999.

## História
Este município é principalmente conhecido devido águas águas termais descobertas pelos romanos no local, há mais de 2000 anos. Esta estação termal foi freqüentado por várias personalidades ao decorrer do tempo, tais quais Napoleão Bonaparte, Michel Montaigne, Voltaire, Napoleão III, o duque da Lorena e outros...